# Anthology (álbum de UFO)
Anthology es un álbum recopilatorio de la banda británica de hard rock y heavy metal UFO, publicado en 1986 por el sello Castle Communications, bajo licencia de Chrysalis Records. En 1992 el mismo sello remasterizó el trabajo en formato disco compacto.
El disco contiene canciones desde Phenomenon de 1974 hasta el álbum Making Contact de 1983, dejando fuera pistas de los discos No Place to Run de 1980 y de The Wild, the Willing and the Innocent de 1981.

## Lista de canciones
| N.º | Título                   | Duración |  |
| 1.  | «Rock Bottom»            | 6:27     |  |
| 2.  | «Built for Comfort»      | 3:00     |  |
| 3.  | «Highway Lady»           | 3:46     |  |
| 4.  | «Can You Roll Her»       | 2:56     |  |
| 5.  | «A Fool for Love»        | 3:52     |  |
| 6.  | «Shoot Shoot»            | 3:57     |  |
| 7.  | «Too Hot to Handle»      | 3:35     |  |
| 8.  | «Gettin' Ready»          | 3:43     |  |
| 9.  | «Only You Can Rock Me»   | 4:08     |  |
| 10. | «Looking for No. 1»      | 4:32     |  |
| 11. | «Soemthing Else»         | 3:18     |  |
| 12. | «Doing It All For You»   | 4:55     |  |
| 13. | «When it's Time to Rock» | 5:20     |  |
| 14. | «Diesel in the Dust»     | 4:25     |  |